# D-Day (serie televisiva)
D-Day (디데이?, Di-deiLR) è una serie televisiva sudcoreana trasmessa su JTBC dal 18 settembre al 21 novembre 2015. È stata la prima fiction di genere catastrofico prodotta in Corea del Sud.

## Trama
Dopo aver disubbidito a un suo superiore, il chirurgo Lee Hae-sung viene trasferito da uno dei migliori ospedali di Seul a una clinica dimessa senza neanche il pronto soccorso. Intanto, la specializzanda in ortopedia Jung Ddol-mi arriva da Busan per trasferire un paziente, e ne approfitta per cercare di incontrare Han Woo-jin, il chirurgo che le aveva salvato la vita quando era più giovane e che ora lavora nel vecchio ospedale di Hae-sung. Improvvisamente a Seul si forma una voragine, e il terremoto che ne segue blocca l'accesso alla città, oltre a mettere fuori servizio la linea telefonica, quella elettrica e la rete idrica. Hae-sung e Ddol-mi fanno del loro meglio per salvare e curare più persone possibile, ma presto le medicine iniziano a scarseggiare.

## Personaggi e interpreti
- Lee Hae-sung, interpretato da Kim Young-kwang
- Jung Ddol-mi, interpretata da Jung So-min
- Han Woo-jin, interpretato da Ha Seok-jin

## Produzione
Le riprese sono iniziate a giugno 2015, pertanto quando la serie ha iniziato a essere trasmessa, circa l'80% di essa era già stato girato. L'ultimo ciak è stato battuto a ottobre. Il budget si è aggirato intorno ai 15 miliardi di won.

## Accoglienza
Il primo episodio di D-Day ha ottenuto uno share dell'1,741%, il più alto per la première di una serie televisiva trasmessa su JTBC il venerdì e il sabato; il terzo episodio ha sfiorato il 2%, dopodiché gli ascolti hanno iniziato a calare, scendendo sotto il punto percentuale e toccando il minimo all'episodio 18 (0,718%). Il calo è stato attribuito alla concorrenza più accattivante e alla ripetitività di alcune situazioni, come il continuo conflitto tra il direttore dell'ospedale Park Gun e il protagonista. Ciò nonostante, la serie è stata apprezzata per la computer grafica di alto livello e per le interpretazioni degli attori.